# Leonid Kobelev
Leonid Kobelev (né le 24 juin 1995) est un athlète russe, spécialiste du saut à la perche.
Le 11 juillet 2015, il porte son record à 5,55 m pour remporter la médaille d'argent des Championnats d'Europe espoirs à Tallinn. Il s'agit de sa seconde médaille européenne dans les catégories jeunes après la seconde place obtenue, deux ans plus tôt, aux Championnats d'Europe juniors à Rieti. Entre-temps, il termine 5e des Championnats du monde juniors 2014 à Eugene.

## Palmarès
| Date | Compétition                   | Lieu    | Résultat | Marque |
| ---- | ----------------------------- | ------- | -------- | ------ |
| 2013 | Championnats d'Europe juniors | Rieti   | 2e       | 5,25 m |
| 2014 | Championnats du monde juniors | Eugene  | 5e       | 5,45 m |
| 2015 | Championnats d'Europe espoirs | Tallinn | 2e       | 5,55 m |

## Records
| Épreuve          | Épreuve   | Marque | Lieu    | Date            |
| ---------------- | --------- | ------ | ------- | --------------- |
| Saut à la perche | Plein air | 5,55 m | Tallinn | 11 juillet 2015 |
| Saut à la perche | En salle  | 5,50 m | Moscou  | 24 février 2016 |